# Phil Lewis (Leichtathlet)
Phil Lewis (eigentlich Philip John Lewis; * 10. November 1949) ist ein ehemaliger britischer Mittelstreckenläufer, der wegen seiner Sprintstärke auch in der 4-mal-400-Meter-Staffel eingesetzt wurde.
Bei den British Commonwealth Games 1970 in Edinburgh schied er für Wales startend über 800 m im Vorlauf aus. Im Jahr darauf gewann er bei den Leichtathletik-Halleneuropameisterschaften 1971 in Sofia Silber.
1974 wurde er bei den British Commonwealth Games in Christchurch Achter über 800 m und Sechster mit der walisischen 4-mal-400-Meter-Stafette.
1971 und 1976 wurde er Englischer Hallenmeister über 800 m.

## Persönliche Bestzeiten
- 400 m: 48,8 s, 1973
- 800 m: 1:46,26 min, 27. Januar 1974, Christchurch
  - Halle: 1:48,8 min, 27. Februar 1971, Cosford